# Ånnfjället

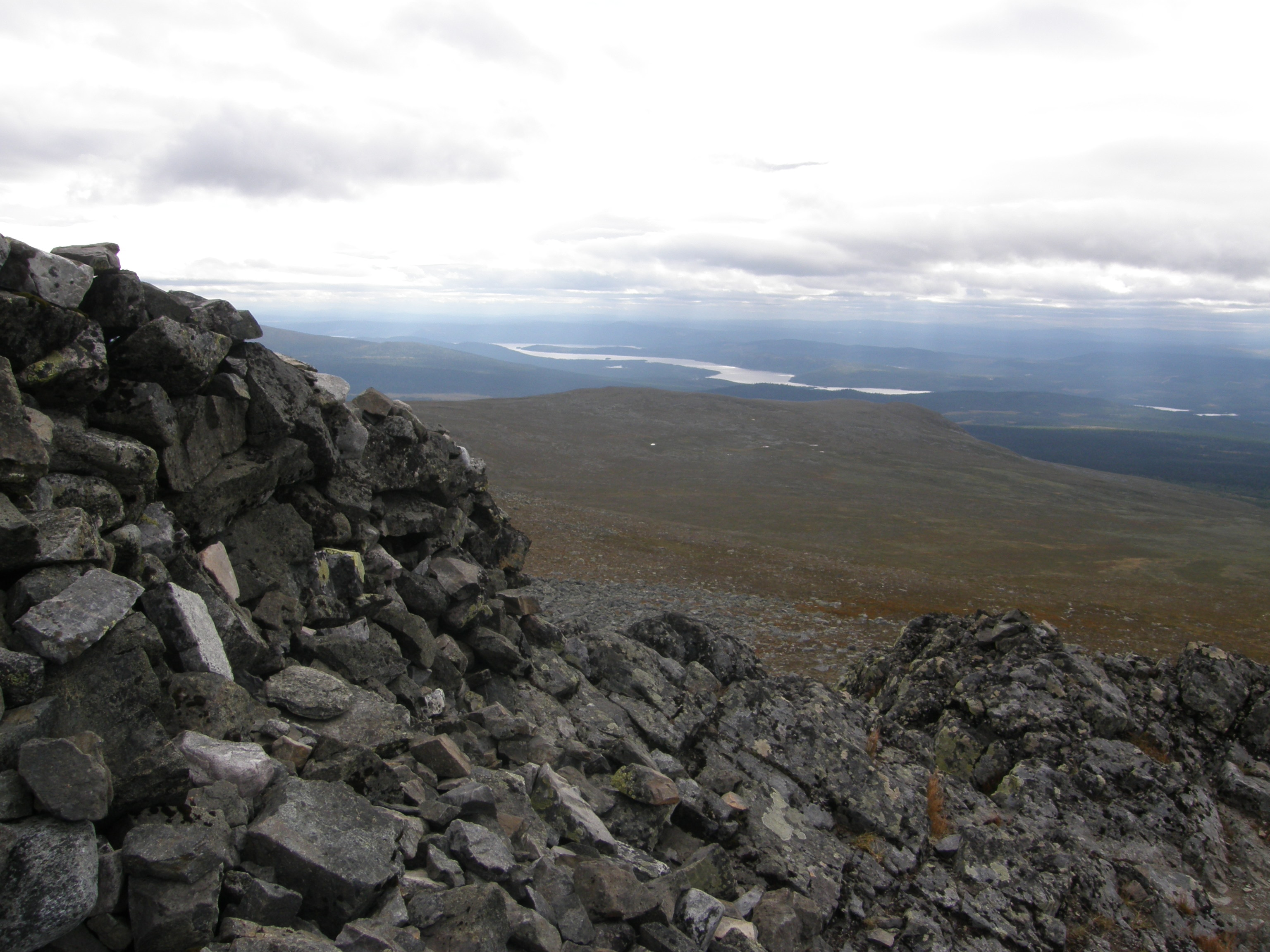
Vy från toppen av Ånnfjället

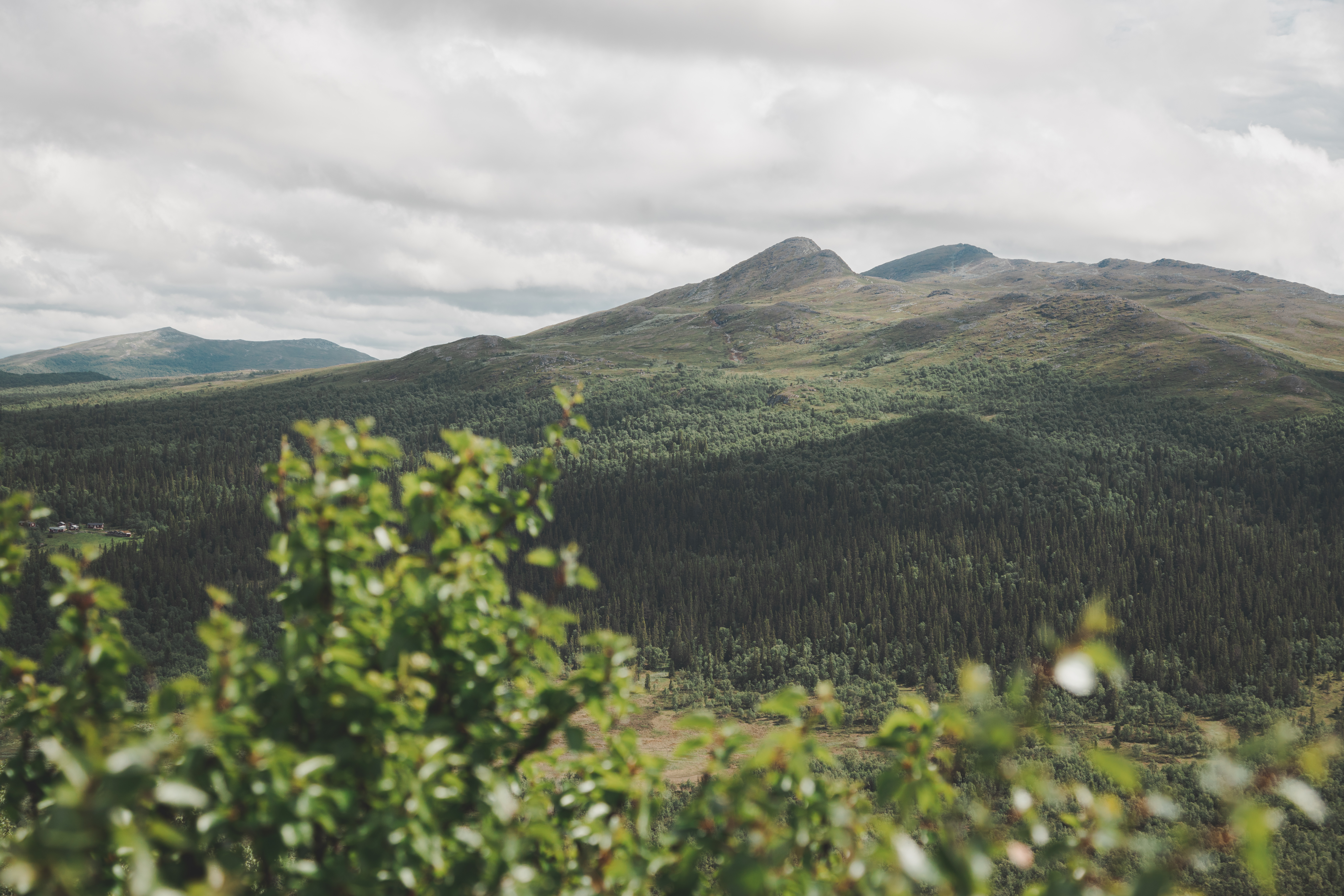
Ånnfjället sett från Ormruets sydöstra fjällvägg

Ånnfjället är en topp och en del av fjällmassivet Anåfjället i Tännäs distrikt (Tännäs socken) i Härjedalens kommun, Jämtlands län (Härjedalen). Toppen ligger 1301 meter över havet.